# Janet Montgomery
Pour les articles homonymes, voir Montgomery.
Janet Montgomery est une actrice britannique de télévision et de cinéma, née le 29 octobre 1985 à Bornemouth, Angleterre.
Elle est connue pour ses rôles dans Black Swan et Détour mortel 3, ainsi que le rôle de Jennie, l'assistante d'Eric Murphy dans Entourage puis le Dr Lauren Bloom dans la série New Amsterdam.

## Biographie

### Enfance et formation
Janet Ruth Montgomery naît le 29 octobre 1985 à Bournemouth, près de Dorset, en Angleterre, au (Royaume-Uni).

### Carrière
Janet Montgomery a commencé sa carrière d'actrice à l'âge de douze ans, lorsqu'elle apparut dans l'émission britannique Short Change, avec son frère Jason. En 2008, Janet apparaît en tant que conquête de Nicholas Hoult dans la série Skins. Elle fit également apparition dans les deux films plutôt acclamés par la critique Dis/Connect et le court-métrage Flushed. Après avoir vécu à Londres, Montgomery part à Los Angeles pour réaliser ses rêves d'enfance.
En septembre 2008, il fut annoncé que Janet avait signé pour tenir le rôle de Serina dans le film The Hills Run Red. Le tournage a eu lieu à Sofia, en Bulgarie. Le film a pour acteurs Sophie Monk et Tad Hilgenbrink. Le film fut présenté pour la première fois au festival de l'horreur UK Frightfest. Le film sortit en vidéofilm le 29 septembre 2009. Malgré la performance de Janet qui fut bien reçue, la critique du film fut mauvaise.
En avril 2008, Janet annonce avoir signé pour tenir le rôle d'Alex, le personnage principal féminin de Détour mortel 3. Le film est le troisième de la trilogie de l'horreur cannibale, la série Détour mortel. Le tournage a eu lieu à Sofia, le 4 août 2008, et se termina le 4 septembre 2008. Le film fut annoncé être complété en janvier 2010. Le film fut sorti en vidéofilm le 20 octobre 2009. La critique fut mauvaise, au mieux partagée.
Elle également joué le rôle de Fallyn Werner dans le téléfilm Accusé à tort. Le film narre l'histoire d'« une adolescente qui, accusée du meurtre de l'amante de son petit ami, déclare qu'il s'agit de la faute de sa meilleure amie. Sa mère recherche la vérité ». La critique fut partagée, voire bonne envers la performance de Janet qui fut décrite comme étant le rôle à rebondissements du film.
En novembre 2009, Janet retourne à Londres pour tenir le rôle de Giselle dans le film d'horreur indépendant Dead Cert. La date de sortie est encore à confirmer. Elle a également un petit rôle dans le mystérieux film The Rapture qui n'a toujours pas de date officielle de sortie.
En mars 2010, elle fut annoncée comme jouant le rôle de Madeline dans Black Swan aux côtés de Mila Kunis, Natalie Portman et Winona Ryder. Elle joue le personnage de Nina « une danseuse jalouse du personnage de Natalie Portman, et de son talent en ballet ». Le tournage a eu lieu fin 2009 et fut confirmé en post-production en février 2010. La sortie du film a eu lieu le 1er décembre 2010 aux États-Unis. Il s'agit pour Janet de son premier film sorti en salles.
Elle fut récemment annoncée comme jouant pour le film indépendant Yellow, jouant le rôle d'Amanda. Le film doit être réalisé en 2012. Aucune date de sortie n'a encore été précisée.
Le 27 février 2012, elle décroche le rôle principal de Martina Garretti dans la série américaine Made in Jersey (projet, Baby Big Shot) qui ont été diffusés entre le 28 septembre et le 5 octobre 2012 sur le réseau CBS avec Kyle MacLachlan, Kristoffer Polaha.
En 2014, elle est à l'affiche de la nouvelle série fantastique Salem, créée par Adam Simon et Brannon Braga, inspirée des procès de Salem, et diffusée entre le 20 avril 2014 et le 25 janvier 2017 sur WGN America. Elle interprète le rôle de la sorcière Mary Walcott (en)-Sibley aux côtés de Shane West. La série montre alors une nouvelle vision des mythiques sorcières de Salem, dans le Massachusetts du XVIIe siècle. Une tentative audacieuse de percer à jour le côté obscur et surnaturel de cette période infameuse de l'Amérique...
Entre 2016-2017, elle a interprété le rôle d'Olivia Maine dans la série This Is Us aux côtés de Justin Hartley.
En 2017, elle est à l'affiche du film, Romans (en) de Ludwig et Paul Shammasian avec Orlando Bloom. La même année, elle fait une apparition dans le film Un monde entre nous (The Space Between Us) de Peter Chelsom aux côtés de Asa Butterfield et Britt Robertson.
En 2018, elle est à l'affiche de la nouvelle série médicale, New Amsterdam créée par David Schulner et basée sur le livre Twelve Patients d'Eric Manheimer, diffusée depuis le 25 septembre 2018 sur le réseau NBC. Elle interprète le Dr Lauren Bloom, responsable du service des urgences de l'un des plus vieux hôpitaux des États-Unis à Manhattan aux côtés de Ryan Eggold, Freema Agyeman, Jocko Sims, Tyler Labine et Anupam Kher.
La même année, elle fait partie du casting du film In a Relationship (en)
En 2019, elle est à l'affiche du film, Nighthawks, écrit et réalisé par Grant S. Johnson avec Chace Crawford et Kevin Zegers. Le film est sorti le 3 octobre 2019 aux États-Unis.

### Vie privée
Elle a été en couple avec l'acteur Charlie Cox entre 2013 et 2015. Depuis 2017, elle est en couple avec Joe Fox, directeur artistique, avec qui elle donne naissance à une fille prénommée Sunday Juno Fox, le 1er mars 2019.
Le 29 novembre 2019, elle a révélé avoir épousé son compagnon Joe Fox, le mariage s'est déroulé en Jamaïque.

## Filmographie

### Cinéma
- 2008 : Flushed (court-métrage) : reine Bitch
- 2009 : The Hills Run Red : Serina
- 2009 : Détour mortel 3 (Wrong Turn 3) : Alex
- 2010 : London Underworld (en) (Dead Cert) : Giselle
- 2010 : Black Swan : Madeline / Petit Cygne
- 2011 : Our Idiot Brother : Lady Arabella
- 2011 : Everything Carries Me to You (Court-métrage) : Shane
- 2013 : The Republic of Two : Caroline
- 2016 : Amateur Night de Lisa Addario et Joe Syracuse : Nikki
- 2017 : Un monde entre nous (The Space Between Us) de Peter Chelsom : Sarah Elliot
- 2017 : Romans (en) de Ludwig et Paul Shammasian : Emma
- 2018 : In a Relationship (en) : Lindsay
- 2019 : Nighthawks (en) de Grant S. Johnson : Marguerite
- 2020 : Think Like a Dog de Gil Junger : Bridget

### Télévision
- 2008 : Skins (série télévisée) : Beth
- 2008 : Dis/Connected (téléfilm) : Lucy
- 2009 : Accusée à tort (Accused at 17) (série télévisée) : Fanny Werner
- 2010 : The League (série télévisée) : Ambrosia (saison 2, épisode 1)
- 2010-2011 : Human Target (série télévisée) : Âmes (11 épisodes)
- 2010-2011 : Entourage (série télévisée) : Jennie (10 épisodes)
- 2011-2012 : Merlin (série télévisée) : Princesse Mithian (saison 4 épisode 11 et saison 5 épisode 4)
- 2012 : Made in Jersey (série télévisée) : Martina Garretti (8 épisodes)
- 2013 : Espions de Varsovie (série télévisée) : Anna Skarbek (4 épisodes)
- 2013 : Dancing on the Edge (série télévisée) : Sarah (5 épisodes)
- 2013 : Gothica (téléfilm) : Grace Van Helsing
- 2013 : Downton Abbey : Freda Dudley Ward (saison 4, épisodes 9 et 10)
- 2014-2017 : Salem : Mary Walcott (en)-Sibley (rôle principal - 36 épisodes)
- 2014 : Black Mirror : Bethany Grey (White Chrismas Episode)
- 2016-2017 : This Is Us : Olivia Maine (5 épisodes)
- 2018 : The Romanoffs : Michelle Westbrook (saison 1, épisode 2)
- 2018-2023 : New Amsterdam : Dr Lauren Bloom (rôle principal)
- 2022 : The Ex-Wife (en) : Jen (rôle principal)
- 2023 : Code Quantum (série télévisée, 2022) : Rebecca (saison 2, épisode 2)

## Distinctions

### Nominations
- 2010 : Awards Circuit Community Awards de la meilleure distribution dans un thriller dramatique pour Black Swan (2010).
- 2015 : Fangoria Chainsaw Awards de la meilleure actrice dans une série télévisée horrifique pour Salem (2015-20106).
- 2016 : Fangoria Chainsaw Awards de la meilleure actrice dans une série télévisée horrifique pour Salem (2015-20106).